# Alter jüdischer Friedhof (Oberhausen)
Der Jüdische Friedhof Osterfeld liegt in der kreisfreien Stadt Oberhausen in Nordrhein-Westfalen. Auf dem jüdischen Friedhof, der Teil des ehemaligen Kommunalfriedhofs Am Kaisergarten in der Duisburger Straße ist, sind keine Grabsteine mehr vorhanden.

## Geschichte
Seit wann die Belegung des jüdischen Friedhofteils erfolgte, ist unbekannt. Der Begräbnisplatz auf dem ursprünglich rund 18.000 Quadratmeter großen Kommunalfriedhof wurde bis zum Jahr 1922 belegt und dann aufgehoben, als die Region als Schlackenberg einer nahegelegenen Eisenhütte gebraucht und überbaut wurde. Die Grabsteine wurden vermutlich 1922 auf den neuen Friedhof an der Emscher Straße verbracht.